# Pedra da Gávea
Pedra da Gávea és una muntanya monolítica del Parc Nacional de Tijuca, a Rio de Janeiro, Brasil. Es compon de granit i gneis; té una alçada de 842 m, i per això és una de les muntanyes més altes del món a la vora de l'oceà. Les sendes de la muntanya les feu la població agrícola als anys 1800; hui és sota l'administració del Parc Nacional de Tijuca.
La meteorització diferenciada en un dels costats de la roca creà el perfil d'un rostre humà estilitzat. Les marques a l'altra cara es consideren una inscripció. Però els geòlegs i científics estan gairebé d'acord que la "inscripció" és resultat de l'erosió i que el "rostre" és un producte de paridòlia. A més d'això, el consens d'arqueòlegs i acadèmics a Brasil és que la muntanya no és un jaciment arqueològic.

## Etimologia

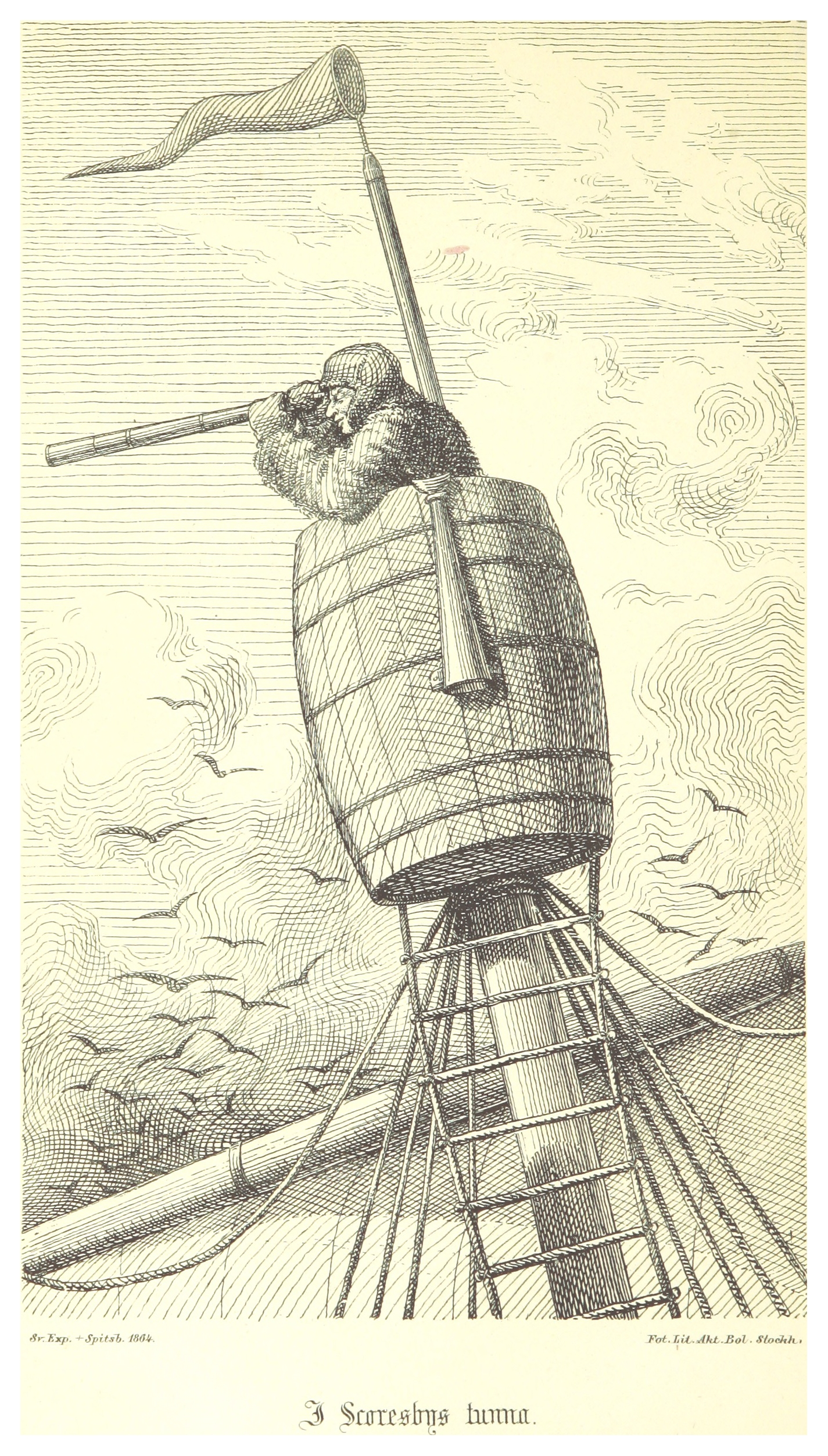
Cofa (gávea en portugués), origen del nom de la muntanya

El nom de la muntanya li fou posat en l'expedició del capità Gaspar de Lemos al 1501, en què participà Amerigo Vespucci i en la qual la badia de Rio de Janeiro (hui badia de Guanabara) també va rebre nom occidental. La muntanya, una de les primeres de Brasil a rebre un nom portugués, fou anomenada pels mariners de l'expedició, que veieren en la seua silueta la forma d'una cofa (gávea en portugués) l'1 de gener del 1502. Aquest nom fou donat a la regió de la Gávea Pequena i a l'actual barri de Gávea de la ciutat del Rio de Janeiro.

## Geologia i ecologia
Situada a la serralada de Tijuca, la Pedra da Gávea té 842 m d'altitud i és de granit. El cim pla de la muntanya és cobert d'una capa de 150 m de granit, mentre que a sota, el monticle és de gneis. El primer té uns 450 milions d'anys, i el darrer uns 600 milions d'anys. La muntanya, i els altres afloraments de pedra dintre i al voltant de l'àrea, és el resultat de roques granítiques neoproterozoiques més joves i fins dics de diabasa del Cretaci que penetren en roques metasedimentàries mesoneoproterozoiques més antigues.
La zona de contacte entre el granit superior i el gneis inferior és subhoritzontal i semigradual. Els xenòlits de gneis tenen una forma tabular, cosa que suggereix que foren capturats d'una cambra de magma pel despreniment tèrmic. S'ha suggerit que Pedra da Gávea "correspon al fons d'una cambra granítica de magma i l'espessor originari del cos granític era molt major que l'actual". El cos granític de la Pedra da Gávea podria també correspondre a l'extensió oriental del massís de granit de Pedra Branca, segons Akihisa Motoki et al.
La meteorització diferenciada de la incisió del costat nord de la muntanya produí avencs sota la cúpula de granit. La volta abrupta és el resultat del granit més durador que va resistir el desgast causat pel clima, més que no el gneis, que és més tou. A més, l'erosió formà gravats als costats de la muntanya.
La muntanya és poblada de llimeres, tarongers, arbres del pa, muses, papaiers, canya de sucre i rosers.

## Interès arqueològic
Hi ha una presumpta inscripció esculpida a la roca, que alguns afirmen que és escrita en fenici, una llengua semítica coneguda pels estudiosos moderns només per inscripcions. D'acord amb Paul Herrmann en el seu llibre Conquests by Man, la inscripció en la muntanya era coneguda temps enrere, però havia estat merament atribuïda a "algun poble americà prehistòric desconegut". Un examen més detallat, però, va dur alguns investigadors a creure que era d'origen fenici.
Actualment, la majoria dels investigadors suggereix que la inscripció i el "rostre" són només resultat del procés natural d'erosió. A mitjan dècada de 1950, el Ministeri de l'Educació i Salut de Brasil va negar que l'indret contingués qualsevol tipus d'escriptura, i declarà "que l'examen fet per geòlegs havia provat que era efecte de l'erosió allò que semblava ser una inscripció". Els arqueòlegs i estudiosos brasilers van adoptar una actitud negativa en relació amb el tractament de l'indret, amb Herrmann observant que "l'arqueologia brasilera nega totalment l'existència de la inscripció fenícia en qualsevol part del país".

## Impacte cultural
La Pedra da Gávea s'ha utilitzat com a escenari d'algunes pel·lícules brasileres. En Roberto Carlos i el diamant de color rosa, la pedra era el túmul d'un rei fenici.
En la pel·lícula de 1989, Os trapalhões na Terra dos monstros, el personatge interpretat per Angélica, la filla d'un ric propietari d'una indústria de paper, fuig i s'amaga en una caverna que conté un món ple de monstres, a dins de la Pedra da Gávea.

## Galeria d'imatges

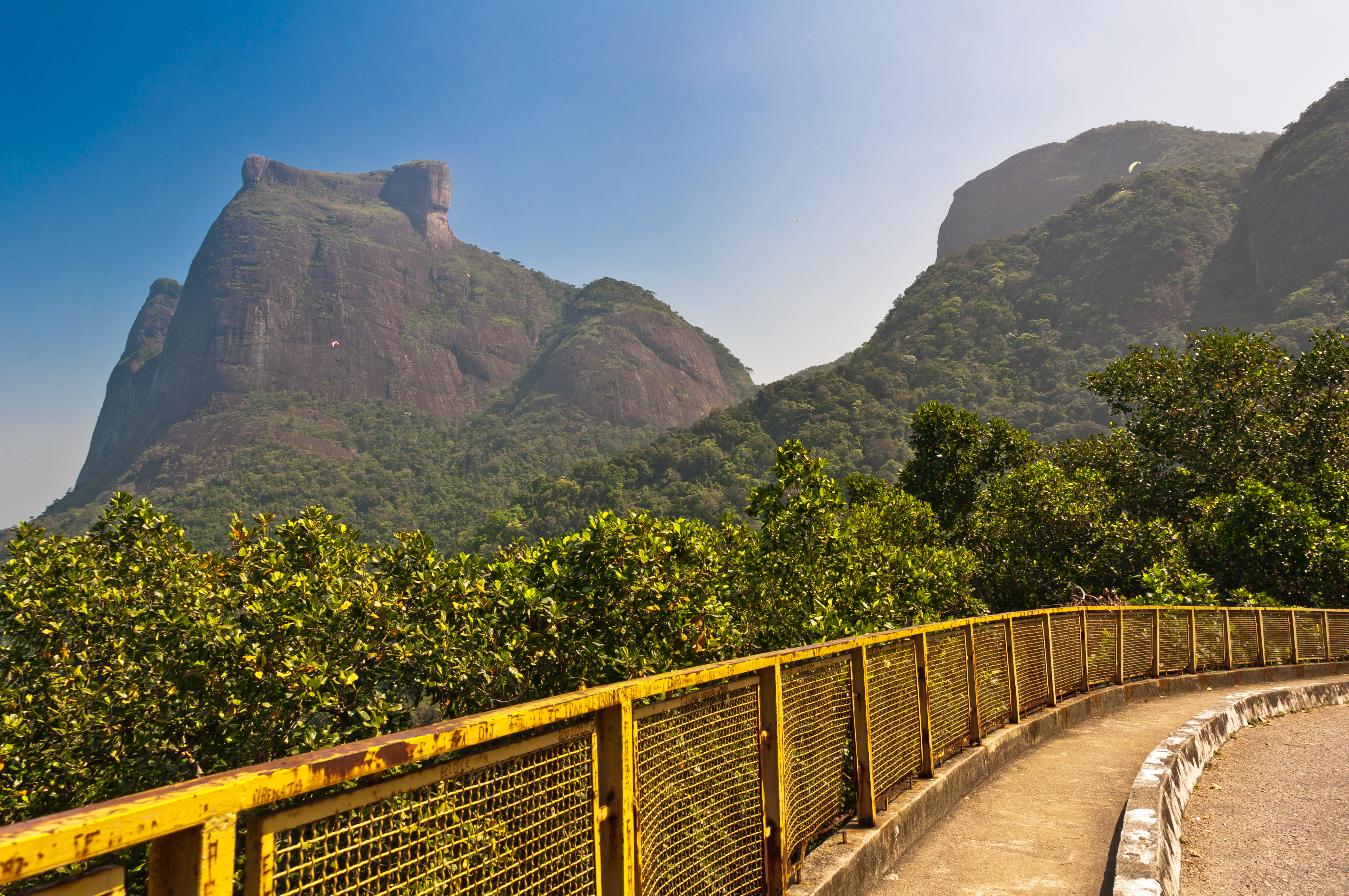
Pedra da Gávea, Rio de Janeiro
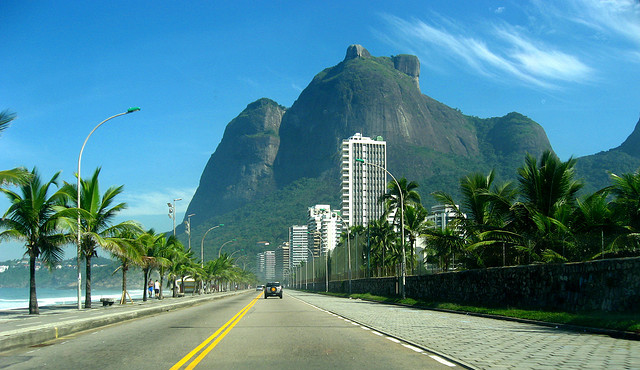
Avinguda de Mendes de Morais, a Sâo Conrado
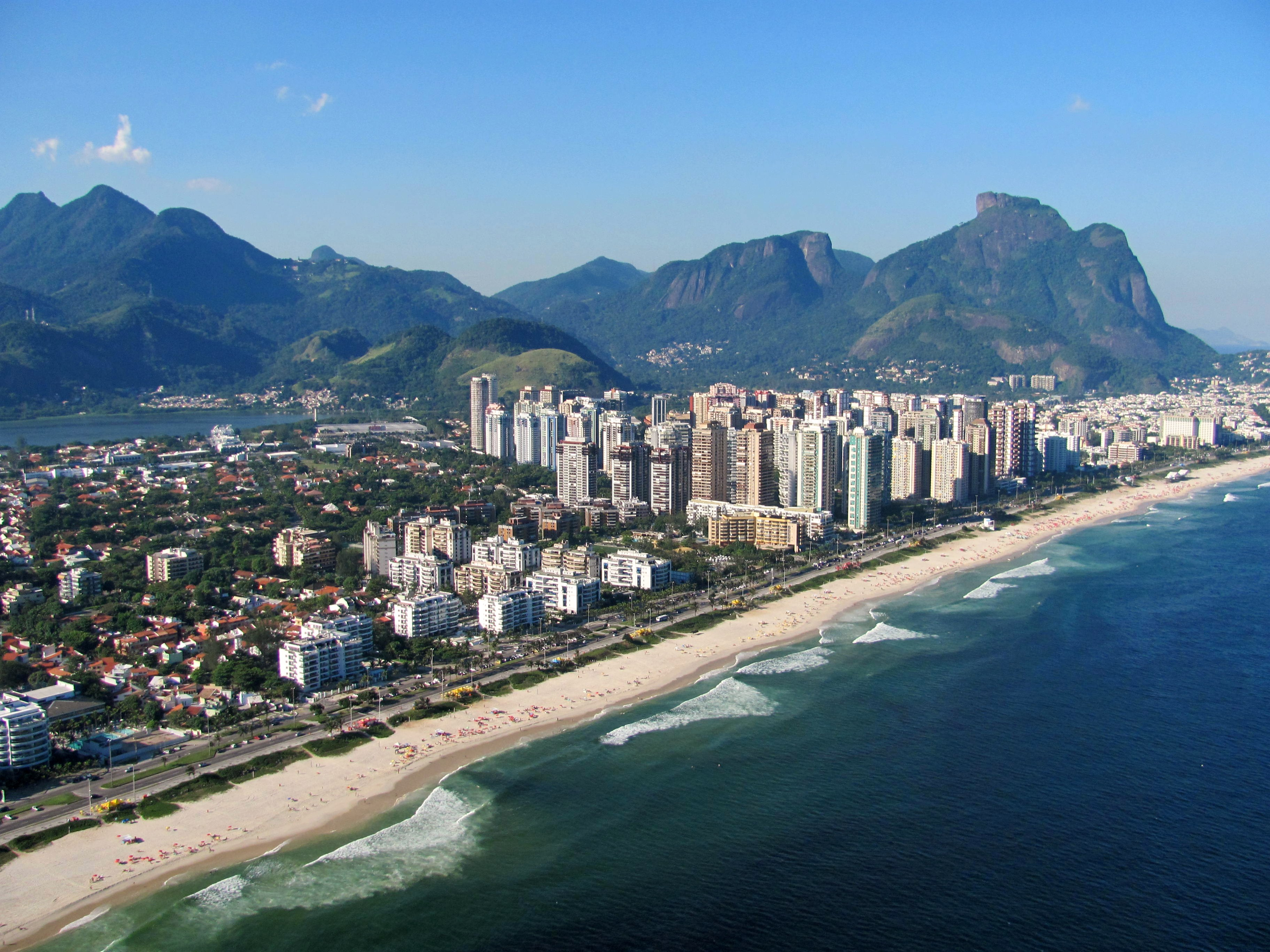
Barra da Tijuca amb Pedra da Gávea al fons